# Нюдя-Харвотакуяха
Нюдя-Харвотакуяха (устар. Нюди-Харвотаку-Яха) — река в России, протекает по Пуровскому району Ямало-Ненецкого АО. Устье реки находится в 123 км по левому берегу реки Нгарка-Хадытаяха. Длина реки составляет 18 км.
Вытекает из малого безымянного озера на высоте 66,4 м над уровнем моря.
Система водного объекта: Нгарка-Хадытаяха → Пур → Карское море.

## Данные водного реестра
По данным государственного водного реестра России относится к Нижнеобскому бассейновому округу, водохозяйственный участок реки — Пур, речной подбассейн реки — подбассейн отсутствует. Речной бассейн реки — Пур.
Код объекта в государственном водном реестре — 15040000112115300061111.